# 보령아산병원
보령아산병원은 아산사회복지재단이 설립한 병원이다.

## 연혁
- 1979년 보령병원으로 개원
- 2002년 보령아산병원으로 변경